# An American Tail: The Treasure of Manhattan Island
An American Tail: The Treasure of Manhattan Island (titulada en Hispanoamérica, Un cuento americano 3: El tesoro de la isla de Manhattan, y en España, Fievel en Manhattan) es una película animada del año 1998 producida y dirigida por Larry Latham. Fue estrenada el 16 de noviembre de 1998 en Inglaterra y el 15 de febrero de 2000 en Estados Unidos y en 2000 en Larinoamerica en 2002 en España. Es la tercera entrega de la saga animada de An American Tail.

## Sinopsis
Fievel y sus amigos Tony y Tiger descubren una civilización subterránea de ratones nativos de América que han construido una elaborada serie de túneles debajo de Manhattan para esconderse de los europeos. Fievel hace amistad con una joven tribal que le muestra las maravillas de Manhattan bajo tierra. Pero entonces él debe protegerla y a su tribu de las corruptas ratas que pretenden revelar el escondite.

## Reparto original
- Thomas Alexander Dekker - Fievel Mousekewitz
- Lacey Chabert - Tanya Mousekewitz
- Nehemiah Persoff - Papa Mousekewitz
- Erica Yohn - Mama Mousekewitz
- Dom DeLuise - Tiger
- Pat Musick - Tony Toponi
- René Auberjonois - el Dr. Dithering
- Elaine Bilstad - Cholena
- David Carradine - Jefe Wulisso
- Ron Perlman - Sr. Grasping
- Tony Jay - Mr. Toplofty
- Richard Karron - Mr. O'Bloat
- Sherman Howard - el Sheriff McBrusque
- John Kassir - Scuttlebutt
- Dave Mallow - Looper

## Reparto en Hispanoamérica
- Alondra Hidalgo - Fievel Mousekewitz
- Gaby Ugarte - Tanya Mousekewitz
- Salvador Delgado - Papa Mousekewitz
- Guadalupe Romero - Mama Mousekewitz
- José Arenas - Tiger
- Irwin Daayán - Tony Toponi
- Paco Mauri - el Dr. Dithering
- Cecilia Gómez (voz que habla) y María de Jesús Terán (voz cantante) - Cholena
- José Luis Castañeda - Jefe Wulisso
- Miguel Ángel Sanromán - Sr. Gastón
- Francisco Colmenero - Mr. Toplofty
- Jesús Barrero - Mr. O'Bloat
- César Soto - Jefe McBrusque
- Óscar Flores - Scuttlebutt

## Reparto en España
- Nuria Doménnech - Fievel Mousekewitz
- Silvia Vilarrasa - Tanya Mousekewitz
- Isidro Sola - Papa Mousekewitz
- Gloria Roig - Mama Mousekewitz
- Miquel Cors - Tiger
- Vicky Martínez - Tony Toponi
- ??? - el Dr. Dithering
- Nuria Trifol (voz que habla) y María Caneda (voz cantante) - Cholena
- Alberto Trifol - Jefe Wulisso
- Joan Massotkleiner (voz que habla) y Tony Cruz (voz cantante) - Sr. Gastón
- Francisco Garriga - Mr. Toplofty
- Alberto Mieza - Mr. O'Bloat
- Carles Canut - Jefe McBrusque
- Ricky Coello - Scuttlebutt